# Православная иконография ангелов
Православная иконография ангелов отражает принятые на иконах, фресках и мозаиках изображения ангелов, принятые в православном обиходе. Иконопочитание является одной из отличительных черт православия. Именно восстановление почитания в IX веке отмечается как неделя Торжества Православия. Тем не менее, иконы приняты в католицизме и у коптов. Православная икона неразрывно связана с Византией.
Само понятие ангел является греческим, хотя и восходящем к ветхозаветному (иудейскому) представлению о невидимых и бесплотных духах «малахим». В христианской теологии ангелы мыслились либо невидимыми (сюжет о Валаамовой ослице), либо неотличимыми от людей (сюжет о Содоме). Достаточно поздно, во многом благодаря Дионисию Ареопагиту, начинает складываться учение об ангелах (ангелология), но оно никогда не достигает такой догматической проработки и актуальности как учение о Иисусе Христе (христология) или учение о Богородице (мариология). Тем не менее, сложилась устойчивая традиция иконографии ангелов.
Неотъемлемыми атрибутами ангелов на иконах являются нимб и крылья. Они всегда в виде безбородых и безусых юношей. Ангелы одеты преимущественно на манер византийских сановников и военачальников: в хитоны (далматика), гиматии и хламиды. Также из одежд ангелов упоминается лента-лорум (или орарь), которая ниспадала с плеч, крестообразно соединялась на груди и опускалась ниже пояса. На голове ангелы носили диадему в виде ленты («тороки» или «слухи») с драгоценным камнем в районе лба. Цвет одежд ангелов белый.
В руках они нередко держат жезл (посох, мерило или скипетр) и шар (зерцало, держава или даже глобус). Также ангелы могут изображаться держащими кадило, трубу, рипиду или лабарум (хоругвь с греческой надписью «агиос», то есть свят).
Наиболее часто из ангелов изображался Архангел Михаил — предводитель (Архистратиг) Небесных Сил. Он носил доспехи, сине-зеленый хитон и красный сагий (красный плащ). На груди плащ крепился прямоугольным таблионом. Небесный воин вооружен стальным или огненным мечом. Помимо персональных икон с ангелом связана икона Чудо архангела Михаила в Хонех.
На иконах Благовещения рядом с Богородицей изображается архангел Гавриил. Традиционно он имел вид златокудрого юноши с крыльями, который в руке мог держать зелёную ветвь или фонарь с яшмовым зеркалом.